# Shaima
Shaima bzw. Shaimaa (arabisch: شيماء) ist ein weiblicher Vorname.

## Herkunft und Bedeutung
Der arabische Vorname Shaima bedeutet möglicherweise „Schönheitszeichen, Schönheitsspuren“. Dies war der Name der Tochter von Halima, der Pflegeschwester des Propheten Mohammed.
Shaimaa ist eine alternative Transkription. Weitere Namensvarianten sind Shayma und Şeyma.

## Namensträgerinnen
- Shaimaa El-Gammal (* 1980), ägyptische Fechterin